# Xinkailiu-Kultur
Die Xinkailiu-Kultur (chinesisch 新开流文化, Pinyin Xinkailiu wenhua, englisch Xinkailiu culture) war eine neolithische Kultur in Nordostchina (Mandschurei). Als ihr Ursprungsgebiet gilt Jixi in der Provinz Heilongjiang. Ein wichtiger Wirtschaftsfaktor war Fischfang. Die namensgebende Xinkailiu-Stätte (Xinkailiu yizhi 新开流遗址) im Osten von Jixi liegt im Kreis Mishan (密山县) zwischen Großem und Kleinem Xingkai-See (Da Xingkai Hu 大兴凯湖 bzw. Xiao Xingkai Hu 小兴凯湖). Sie wurde zuerst 1972 vom Provinzmuseum Heilongjiang untersucht.

### Nachschlagewerke
- Zhongguo da baike quanshu: Kaoguxue (Archäologie). Beijing: Zhongguo da baike quanshu chubanshe, 1986